# 1908 dans la police
Cet article présente les faits marquants de l’année 1908 dans la police.

## Évènements
- 26 juillet Création du Federal Bureau of Investigation (FBI).